# Mistrzostwa Europy w Podnoszeniu Ciężarów 1905
Mistrzostwa Europy w Podnoszeniu Ciężarów 1905 – 8. edycja mistrzostw europy w podnoszeniu ciężarów, która odbyła się 25 maja 1905 w Amsterdamie (Holandia ). Startowali tylko mężczyźni w 1 kategorii wagowej.

## Medaliści
| Kategoria: | Złoto:         | Wynik    | Srebro:           | Wynik    | Brąz:         | Wynik    |
| + 82,5 kg  | Georg Schleidt | 277,5 kg | Fritz Eicheltrach | 262,5 kg | Andreas Maier | 247,5 kg |

## Klasyfikacja medalowa
| Miejsce | Reprezentacja        | Złoto | Srebro | Brąz | Razem |
| 1.      | Cesarstwo Niemieckie | 1     | 1      | 1    | 3     |